# Вођи Француске револуције
Вођи Француске револуције јесте историографска студија Слободана Јовановића из 1920. године, о четворици најзначајнијих политичара из времена Француске револуције. Прво издање је објавила Издавачка књижарница Геца Кон из Кнез Михаилове улице бр. 1 у Београду.

## О аутору
Слободан Јовановић (1869−1958) је био српски и југословенски правник и историчар, доктор правних наука, професор и декан Правног факултета Универзитета у Београду, ректор Универзитета у Београду, председник Српске краљевске академије, председник Министарског савета Краљевине Југославије, оснивач и председник Српског културног клуба. Сматра се најзначајнијим домаћим правним теоретичарем и писцем. Његова дела су, иако фундаментална у области опште правне теорије и теорије државе, дуго била скрајнута у времену комунистичке Југославије, будући да је Јовановић током Другог светског рата био председник југословенске краљевске владе у емиграцији и да је у одсуству осуђен на Београдском процесу 1946. године.

## Опис
У књизи, Јовановић даје преглед биографија четворице најистакнутијих политичара и личности Француске револуције. То су Оноре Габријел Риквети, гроф Мирабоа (представник Трећег сталежа на Скупштини сталежа 1789. године и члан Националне уставотворне скупштине), Жорж Жак Дантон (члан Комитета јавног спаса), генерал Шарл Франсоа Димурје и Максимилијан Франсоа Мариа Исидор де Робеспјер (члан Комитета јавног спаса и председник Националног конвента).

## Издања
Књига је први пут објављена 1920. године у издању Издавачке књижарнице Геца Кон из Кнез Михаилове улице бр. 1 у Београду. Затим ју је исти издавач објавио 1932. године.
Поново се појавила тек 1990. године у оквиру првог издања сабраних дела Слободана Јовановића у 12 томова, које су заједнички издали Београдски издавачко-графички завод (БИГЗ), Југославија Публик и Српска књижевна задруга. Приређивач издања је био историчар др Радован Самарџић, редовни члан Српске академије наука и уметности, директор Балканолошког института и председник Српске књижевне задруге.
Издавачко предузеће Просвета је 2005. године објавило библиофилско издање сабраних дела Слободана Јовановића у 17 томова.